# Maorineta sulcata
Maorineta sulcata là một loài nhện trong họ Linyphiidae. Loài này được phát hiện ở Nieuw-Zeeland.